# Jacopo Zabarella il Giovane
Jacopo Zabarella (Padova, 1599 – Padova, 1679) è stato un genealogista e scrittore italiano.

## Biografia
Il conte e cavaliere di san Giorgio Jacopo o Giacomo Zabarella, detto il Giovane per distinguerlo dal nonno Jacopo Zabarella, coltivò con successo gli studi d'erudizione e di genealogia. Appartenne a numerose "Academie": dei Ricovrati e degli Elevati a Padova, degli Apatisti a Firenze e dei Gelati a Bologna. Fu autore di un buon numero di opere sia in lingua latina che italiana, nessuna delle quali gli assicurò un nome illustre e durevole presso la posterità.

## Opere
- Il Pileo, ovvero la Nobiltà ec. della famiglia Cappello veneziana, Padova, 1620.
- Trasea Peto, ovvero Origine della famiglia Zeno veneziana, Padova, 1646.
- Gli Arronzii, ovvero de' Marmi Antichi, Padova 1655.
- Privilegium romanum Zabarellae concessum, Padova, 1655.
- Rosa, ovvero Origine e nobiltà regia della serenissima famiglia Mocenigo, Padova, 1658.
- Il Carosio, ovvero Origine della famiglia Pesaro veneziana, Padova, 1659.
- Privilegium bononiense Zabarellae concessum, Padova, 1659.
- Il Corelio, ovvero le Origini di Este, e della famiglia Correra veneta, Padova, 1664.
- Origine ec. della gente Valeria di Roma, di Padova e di Venezia, Padova, 1666.
- Tito Livio padovano, o Storia della gente Livia romana, e della famiglia Sanuta ec., Venezia, 1669.
- Il Galba, ovvero Storia della famiglia Quirini, Padova, 1671.
- Lettere quattro. Stanno inter Epistolas clarorum Venetorum ad Magliabechium, t. II, p. 83.
- Aula Zabarella, sive Elogia illustrium Patavinorum, conditorisque urbis, ex historiis chronicisque collecta a Joanne Cavaccia nobile patavino, et a comite Jacopo Zabarella equite ipsius, ex filia pronepote, aulae et aedium Domino etc. etc., Padova.